# Giovanni Battista Filippo Ghirardelli
Giovanni Battista Filippo Ghirardelli (Roma, 1623-26 de octubre de 1653) fue un poeta italiano.

## Biografía
Su familia era originaria de Castel-Fidardo en la Marche Ancona, aunque nació en Roma en 1623 y cultivó la literatura con gran vehemencia.
La obra literaria de Ghirardelli consta de dos tragedias: una tragedia titulada Ottone, representada en 1652 en el palacio del príncipe Camillo Panfilio, y poseía una copia manuscrita Leone Allacci (1586-1669), literato italiano, quien estudió en Roma la antigüedad, la filosofía y la teología, bibliotecario de la Biblioteca Apostólica Vaticana por mandato de Alejandro VII, quien insertó dicha obra en su Drammaturgia di Leone Allacci, Torino, 1961; la otra tragedia se titula Il Constantino, primera tragedia italiana escrita en prosa, representada en el año 1653 en el Palacio Pichini, duramente criticada por Augustini Favoriti (-1682), autor de Poemata Augustini Favoriti, en Septem illustrium virorum poemata, Amstelodami, 1672. Ghirardelli se defendió de las críticas a su obra con Difesa della opposizioni fatte alla sua tragedia del Constantino.
Murió de un exceso de trabajo el 26 de octubre de 1653.
Otro Ghirardelli, Cornelio Ghirardelli, religioso franciscano nacido a finales del siglo XVI, miembro de la academia Vespertine quien dedicó su tiempo al estudio de la astrología y la metoposcopia, dejando las siguientes obras:
- Discorsi astrologici dell'anno 1617...,
- Considerazioni sopra l'ecclisse del sole succeduta nel di 21 maggio 1621, Bolonia, in-4º, *Osservazioni astrologiche intorno alle mutazioni dei tempi, Bolonia, 1622, in-4º,
- L'anno bistile, Bolonia, 1624, in-4º,
- Cefalogia fisonomica.., Bolonia, 1630, in.4º,
- Compendio de la cefalogia, Bolonia, 1673, in-4º.

## Obra
- Ottone, 1652.
- Il Constantino: tragedia, Roma: A.M. Gioiosi, 1653.
- Il Constantino, con la Difesa della medesima, Roma, 1660.
- Difesa della opposizioni fatte alla sua tragedia del Constantino, Roma: A. Bernabò, 1660.